# Gedankengift
Gedankengift (Originaltitel: The Naked Now) ist die dritte Episode der ersten Staffel der US-amerikanischen Science-Fiction-Fernsehserie Raumschiff Enterprise – Das nächste Jahrhundert. Sie wurde in den Vereinigten Staaten über Syndication vermarktet und erstmals am 5. Oktober 1987 auf verschiedenen Fernsehsendern ausgestrahlt. In Deutschland erschien sie zum ersten Mal im Mai 1988 in einer synchronisierten Fassung auf VHS. Im deutschen Fernsehen war sie zum ersten Mal am 21. September 1990 in einer zweiten Synchronfassung im ZDF zu sehen.

## Handlung
Im Jahr 2364 bei Sternzeit 41209.2 soll sich die Enterprise-D mit dem Forschungsschiff SS Tsiolkovsky treffen, das die Verwandlung eines roten Riesensterns in einen weißen Zwerg beobachtet. Einige merkwürdige Übertragungen deuten darauf hin, dass an Bord der Tsiolkovsky etwas nicht stimmt. Als eine Funkverbindung hergestellt wird, scheint auf der Tsiolkovsky eine wilde Party im Gange zu sein. Dann ist ein Geräusch zu hören, das der zweite Offizier, der Android Data, als das Öffnen einer Notausstiegsluke identifiziert. Danach folgt Stille und die Sensoren der Enterprise registrieren keine Lebenszeichen mehr.
Ein Außenteam, bestehend aus dem ersten Offizier William Riker, Sicherheitschefin Tasha Yar, Lieutenant Geordi La Forge und Data, beamt hinüber auf die Tsiolkovsky. Dort stellen sie fest, dass ein Teil der Mannschaft durch das Öffnen der Luke ins All geblasen wurde. Der Rest ist erfroren, da jemand die gesamte Schiffswärme ins All abgeleitet hat. La Forge kommt mit einer erfrorenen Frau in Kontakt, die er mit Uniform bekleidet in einer Dusche vorfindet. Nach der Rückkehr auf die Enterprise zeigt La Forge ein ungewöhnliches Verhalten und schwitzt sehr stark. Schiffsärztin Beverly Crusher will ihn weiter untersuchen. Die anderen Mitglieder des Außenteams scheinen gesund zu sein. Riker wird durch die erfrorene Frau in der Dusche an einen ähnlichen Vorfall erinnert und bittet Data, eine Recherche anzustellen.
In einem unbeobachteten Moment verlässt La Forge die Krankenstation und besucht Crushers Sohn Wesley. Der zeigt ihm einen tragbaren Miniatur-Traktorstrahl, den er konstruiert hat, und beklagt sich darüber, dass Captain Picard ihn nicht auf die Brücke der Enterprise lässt. Von Dr. Crusher alarmiert, macht sich Yar auf die Suche nach La Forge. Sie findet ihn schließlich in der Beobachtungslounge und bringt ihn zurück auf die Krankenstation. Dr. Crusher hat nach wie vor keine Ursache für La Forges Symptome gefunden, doch Datas Recherche bringt einen Erfolg: Vor knapp 100 Jahren gab es auf dem früheren Raumschiff Enterprise einen ähnlichen Vorfall, als beim Zerfall eines Planeten eine Vergiftung mit komplexen Wassermolekülen zu einer Enthemmung der Besatzung führte. Dr. Crusher macht sich sofort daran, das damals entwickelte Heilmittel herzustellen.
Mittlerweile zeigen auch Tasha Yar, Wesley Crusher und andere Besatzungsmitglieder auffällige Verhaltensänderungen. Dr. Crusher führt erste Tests mit dem Heilmittel durch, das aber keine Wirkung zeigt. Währenddessen wird der rote Riesenstern immer instabiler. Data versichert jedoch, dass die Enterprise leicht entkommen kann, wenn es zur Explosion kommt.
Wesley besucht den Maschinenraum, als plötzlich sowohl Chefingenieurin McDougal als auch ihr Stellvertreter Shimoda über Funk weggerufen werden. Wesley bietet an, kurz die Stellung zu halten. Es stellt sich jedoch schnell heraus, dass er selbst die Funksprüche gefälscht hat, um im Maschinenraum die Kontrolle übernehmen zu können. Mit einer gefälschten Durchsage von Picard überträgt er das Kommando der Enterprise auf sich selbst. Riker und McDougal wollen die Kontrolle zurückerlangen, doch sie stellen fest, dass Wesley seinen Traktorstrahl zu einem Kraftfeld-Generator umgebaut hat, den er mit Schiffsenergie speist und damit den Weg zum Maschinenraum blockiert. Nur Shimoda lässt er hinein, da dieser ihm Treue schwört.
Picard lässt Data nach Tasha Yar suchen. Der findet sie in ihrem Quartier. Yar trägt aufreizende Kleidung und zeigt kein Interesse, Data zu begleiten. Stattdessen führt sie ihn in ihr Schlafzimmer, wo er ihr zeigen soll, mit welchen Befriedigungstechniken er programmiert wurde.
Riker und McDougal versuchen weiterhin, in den Maschinenraum zu gelangen, während Shimoda sämtliche Prozessoren aus dem Hauptcomputer entfernt und anschließend mit kindlicher Freude damit spielt. Dr. Crusher hat immer noch keinen Erfolg mit dem Heilmittel, sie stellt aber fest, dass die Vergiftung durch Berührung übertragen wird und dass sie selbst wahrscheinlich mittlerweile betroffen ist. Währenddessen beginnt der rote Riesenstern zu kollabieren und ein Teil seiner Oberfläche wird direkt in Richtung der Enterprise geschleudert. Picard hat sich nun auch infiziert und muss das Kommando an Riker übergeben. Der will ein Ausweichmanöver fliegen, doch dank Shimoda ist der Antrieb der Enterprise völlig lahmgelegt. Riker und McDougal gelingt es schließlich, in den Maschinenraum einzudringen, doch es bleibt nicht genügend Zeit, um alle Prozessoren wieder einzusetzen. Wesley schlägt vor, dass Data das machen könne, da er als Android wesentlich schneller sei. Zur Überraschung von Picard hat sich auch Data durch den Kontakt mit Tasha Yar infiziert. Er zeigt wenig Interesse zu helfen und geht erst darauf ein, als Wesley das Ganze als Spiel beschreibt.
Data rechnet aus, dass er trotz seiner enormen Geschwindigkeit nicht rechtzeitig fertig sein wird, bevor die Enterprise von dem Trümmerstück getroffen wird. Da kommt Wesley schließlich die Idee, den Traktorstrahl der Enterprise zu modifizieren, damit er statt einer Zug- eine Schubkraft erzeugt. Der Umbau gelingt und der Traktorstrahl wird auf die Tsiolkovsky gerichtet. Diese wird in Richtung des Trümmerstücks gedrückt und bei der Kollision zerstört. Die Enterprise hat dadurch wertvolle Sekunden gewonnen und es bleibt nun genug Zeit, um die fehlenden Prozessoren einzusetzen und den Antrieb zu starten.
Dr. Crusher hat schließlich Erfolg bei der Herstellung eines Heilmittels und alle Besatzungsmitglieder verhalten sich nach der Verabreichung wieder normal. Wesley wird lobend im Logbuch erwähnt und Tasha Yar macht Data deutlich, dass zwischen ihnen beiden „nichts passiert“ sei.

## Verbindungen zu anderen Star-Trek-Produktionen
Die Handlung von Gedankengift ist sehr stark an die Folge Implosion in der Spirale (englisch: The Naked Time) der Vorgängerserie Raumschiff Enterprise angelehnt. Es wird auch explizit darauf Bezug genommen.
Die alte Enterprise NCC 1701 wird hier erstmals in einer kanonischen Star-Trek-Produktion als ein Schiff der Constitution-Klasse bezeichnet. Die Schiffsklasse wurde zuvor nur in einigen nicht-kanonischen Büchern genannt.
Gedankengift ist die erste Folge einer Star-Trek-Serie seit der Premiere im Jahre 1966, in der kein Vulkanier vorkommt. In allen Folgen der Vorgängerserien Raumschiff Enterprise und Die Enterprise sowie in den vier bis 1987 produzierten Spielfilmen war mit dem Halb-Vulkanier Spock immer mindestens ein Vertreter dieser Spezies zu sehen. Im Pilotfilm Der Mächtige / Mission Farpoint von Raumschiff Enterprise – Das nächste Jahrhundert ist zudem ein vulkanisches Besatzungsmitglied der Enterprise in einer Statistenrolle zu sehen.
Einige Elemente aus dieser Folge wurden in späteren Star-Trek-Produktionen wieder aufgegriffen:
- Die intime Begegnung mit Tasha Yar hinterlässt einen bleibenden Eindruck bei Data. In Folge 2.09 (Wem gehört Data?) von Raumschiff Enterprise – Das nächste Jahrhundert aus dem Jahr 1989 kommt dieser Vorfall zur Sprache, als geklärt werden soll, ob dem Androiden Data die Rechte eines fühlenden Lebewesens zuerkannt werden sollen. Auch im Film Star Trek: Der erste Kontakt von 1996 wird hierauf Bezug genommen.
- Ein tragbarer Miniatur-Traktorstrahl, wie ihn Wesley hier verwendet, kommt auch in Folge 4.02 ( Keine Knochen, aber muss trotzdem fliehen) von Star Trek: Lower Decks aus dem Jahr 2023 vor.

## Produktion

### Drehbuch
Drehbuchautorin D. C. Fontana ließ sich in den Credits der Folge nur unter ihrem Pseudonym J. Michael Bingham nennen, da sie mit einigen Umarbeitungen ihres Entwurfs durch Star-Trek-Schöpfer Gene Roddenberry sehr unzufrieden war. Dieser hatte zuvor selbst ein unvollendetes Konzept namens Revelations geschrieben, das als Grundlage gedient hatte.
John D. F. Black hatte bereits das Drehbuch für Implosion in der Spirale verfasst.

### Regie
Die Dreharbeiten begannen am 6. Juli 1987 mit kleinen Änderungen. Das Verhältnis zwischen Data und Yar erinnerte an das Verhältnis zwischen Spock und Chapel in Raumschiff Enterprise. Der Umstand, dass alle Rollen in einen Rausch verfallen, war insofern zu diesem frühen Zeitpunkt in der Serie ungeschickt gewählt, da man noch keinen Bezug zu den Rollen hatte, und wie sie in normalem Zustand agierten.

### Darsteller
Brooke Bundy hat hier ihren einzigen Auftritt als Sarah McDougal, die Chefingenieurin der Enterprise. Im weiteren Verlauf der ersten Staffel waren noch drei weitere Chefingenieure zu sehen, bevor Geordi La Forge (LeVar Burton) diesen Posten mit Beginn der zweiten Staffel dauerhaft übernahm.
Michael Rider erhielt für seine Rolle als Transporterchief der Enterprise eine Erwähnung in den Credits der Folge, obwohl die einzige Szene, in der er auftrat, dem Schnitt zum Opfer fiel. Rider übernahm diese Rolle noch in drei weiteren Folgen der Serie.

### Kostüme
Marina Sirtis erhielt in dieser Folge ein mausgraues Kostüm aus Canvas.
Denise Crosby ist kurzzeitig in einem bauchfreien, blauen Kostüm mit kreuzförmigen Brusthaltern zu sehen.

### Modelle und Requisiten
Für das Raumschiff Tsiolkovsky wurde das Modell der USS Grissom aus dem Spielfilm Star Trek III: Auf der Suche nach Mr. Spock wiederverwendet.
In dieser Folge ist erstmals das neue Tricorder-Modell zu sehen, das in zahlreichen weiteren Folgen von Raumschiff Enterprise – Das nächste Jahrhundert und den folgenden im 24. Jahrhundert spielenden Serien verwendet wurde.

## Adaptionen
Das Hörspiel-Label Karussell veröffentlichte 1990 eine MC mit der leicht gekürzten deutschen Tonspur von Gedankengift, die an einigen Stellen mit eingesprochenen Erklärungen ergänzt wurde.

## Rezeption
Keith DeCandido bewertete Gedankengift 2011 auf tor.com als eine schlechte Folge von Raumschiff Enterprise – Das nächste Jahrhundert. Die Idee, dass sich die Hauptfiguren anders als gewohnt verhalten, funktioniere zu einem so frühen Produktionszeitpunkt einfach nicht. Als Zuschauer erfährt man zwar einige neue Fakten über die Figuren (bspw. über Yars Vergangenheit oder die gegenseitige Anziehung zwischen Picard und Beverly Crusher), doch die gehen in der Gesamthandlung eher unter. DeCandido kritisierte auch, dass der Zustand der Trunkenheit, der mit der Infektion einhergeht, von den meisten Darstellern in keinster Weise überzeugend gespielt sei.
James Hunt kritisierte 2012 auf der Website Den of Geek den Ausstrahlungszeitpunkt von Gedankengift. Er hielt es für seltsam, eine Folge, in der sich die Figuren völlig anders als gewöhnlich verhalten, direkt nach dem Pilotfilm zu zeigen – zu einer Zeit also, zu der die Zuschauer mit den Figuren noch gar nicht richtig vertraut sind. Er kritisierte weiterhin, dass die scheinbar geheimen Bedürfnisse einiger Figuren, die sie durch die Vergiftung offenbarten (Tashas Wunsch, weiblicher zu wirken oder Geordis Wunsch, richtig sehen zu können) später nie wieder aufgegriffen wurden.
James Whitbrook führte Gedankengift 2017 auf gizmodo.com in einer Liste der 15 sonderbarsten Folgen von Raumschiff Enterprise – Das nächste Jahrhundert auf Platz 7.
Joseph Walter führte Gedankengift 2019 auf screenrant.com in einer Liste der 10 schlechtesten Folgen von Raumschiff Enterprise – Das nächste Jahrhundert auf Platz 10.
Kayleena Pierce-Bohen führte Gedankengift 2019 auf screenrant.com in einer Liste der zehn lustigsten Folgen von Raumschiff Enterprise – Das nächste Jahrhundert auf Platz 6.
Kevin Wong zählte Gedankengift 2020 auf der Website gamespot.com zu den elf absonderlichsten Momenten von Raumschiff Enterprise – Das nächste Jahrhundert.

## Parodien und Anspielungen
In der Science-Fiction-Serie Outer Limits – Die unbekannte Dimension gab es zwischen 1995 und 1998 in mehreren Folgen Anspielungen auf Datas Aussage, er sei „voll funktionsfähig“, was seit der Erstausstrahlung von Gedankengift ein geflügeltes Wort bei Star-Trek-Fans ist.
In der 2011 gedrehten Porno-Parodie Star Trek: The Next Generation – A XXX Parody findet Data (Xander Corvus) die totgeglaubte Tasha Yar (India Summer) wieder und erinnert sie an ihre frühere intime Begegnung.